# Anopsicus vinnulus
Anopsicus vinnulus là một loài nhện trong họ Pholcidae. Loài này được phát hiện ở México.